# Cranston
Pour les articles homonymes, voir Cranston (homonymie).
Cranston est une ville du comté de Providence, dans l’État du Rhode Island, aux États-Unis. Sa population s’élevait à 80 387 habitants lors du recensement de 2010, estimée à 81 034 habitants en 2016. C’est la troisième ville la plus peuplée de l’État.

## Géographie
La municipalité s'étend sur 29,94 milles carrés (77,54 km2), dont 28,34 milles carrés (73,4 km2) de terres.

## Histoire
Cranston fut fondée en 1754 et incorporée en tant que city le 10 mars 1910.

## Démographie
| Groupe            | Cranston | Rhode Island | États-Unis |
| ----------------- | -------- | ------------ | ---------- |
| Blancs            | 81,9     | 81,4         | 72,4       |
| Noirs             | 5,3      | 5,7          | 12,6       |
| Asiatiques        | 5,2      | 2,9          | 4,8        |
| Autres            | 4,5      | 6,2          | 6,4        |
| Métis             | 2,7      | 3,3          | 2,9        |
| Amérindiens       | 0,3      | 0,6          | 0,9        |
| Total             | 100,0    | 100,0        | 100,0      |
|                   |          |              |            |
| Latino-Américains | 10,8     | 12,4         | 16,3       |

Selon l’American Community Survey, pour la période 2011-2015, 77,61 % de la population âgée de plus de 5 ans déclare parler anglais à la maison, alors que 10,37 % déclare parler l'espagnol, 2,04 % le portugais, 1,77 % une langue chinoise, 1,39 % l'italien, 1,31 % l'arabe, 1,27 % le khmer, 0,62 le vietnamien et 3,62 % une autre langue.